# Ariamnes makue
Ariamnes makue là một loài nhện trong họ Theridiidae.
Loài này thuộc chi Ariamnes. Ariamnes makue được miêu tả năm 2007 bởi Gillespie & Rivera.